# Piazza dell’Anfiteatro
Die Piazza dell’Anfiteatro, auch kurz Piazza Anfiteatro, ist ein öffentlicher Platz in der Stadt Lucca in der Region Toskana, Italien. Die für historische Plätze ungewöhnliche Ellipsenform ist auf seine ursprüngliche Bestimmung zurückzuführen: ein von den Römern erbautes Amphitheater.

## Lage und Beschreibung
Die Piazza dell’Anfiteatro liegt im Stadtzentrum innerhalb des Stadtmauerrings aus dem 17. Jahrhundert, angrenzend an die Einkaufsstraße Via Fillungo und unweit der romanischen Kirche San Frediano.
Die etwas über 3000 m² große Freifläche deckt das Areal einer antiken römischen Arena ab. Sie ist umbaut mit Häusern unterschiedlicher Höhe, die in hellen Natur- und Gelbtönen gestrichen sind und für die Region typische grüne Fensterläden aufweisen. Die gleichmäßig angeordneten Rundbögen sind Zeugnisse des ehemaligen Publikumsbereichs, der Cavea. So spiegelt das Ensemble auch heute noch die charakteristische elliptische Form eines römischen Amphitheaters wider. Der Platz zeigt eine rundum geschlossene Bauweise und ist nur durch die vier größten Rundbögen zugänglich. Diese befinden sich an den Enden der ca. 75 m langen Längsachse und der ca. 50 m langen Querachse. Der Eingangsbogen an der Ostseite, der einzige antike römische, ist breiter und niedriger als die drei anderen. Ursprünglich muss er deutlich höher gewesen sein, als das Niveau des Amphitheaters noch etwa 3 Meter unter dem heutigen lag. Ein in die zentrale Bodenplatte graviertes Kreuz markiert die Achsen und verweist auf die vier Eingangstore.

## Geschichte

### Vor der Umgestaltung

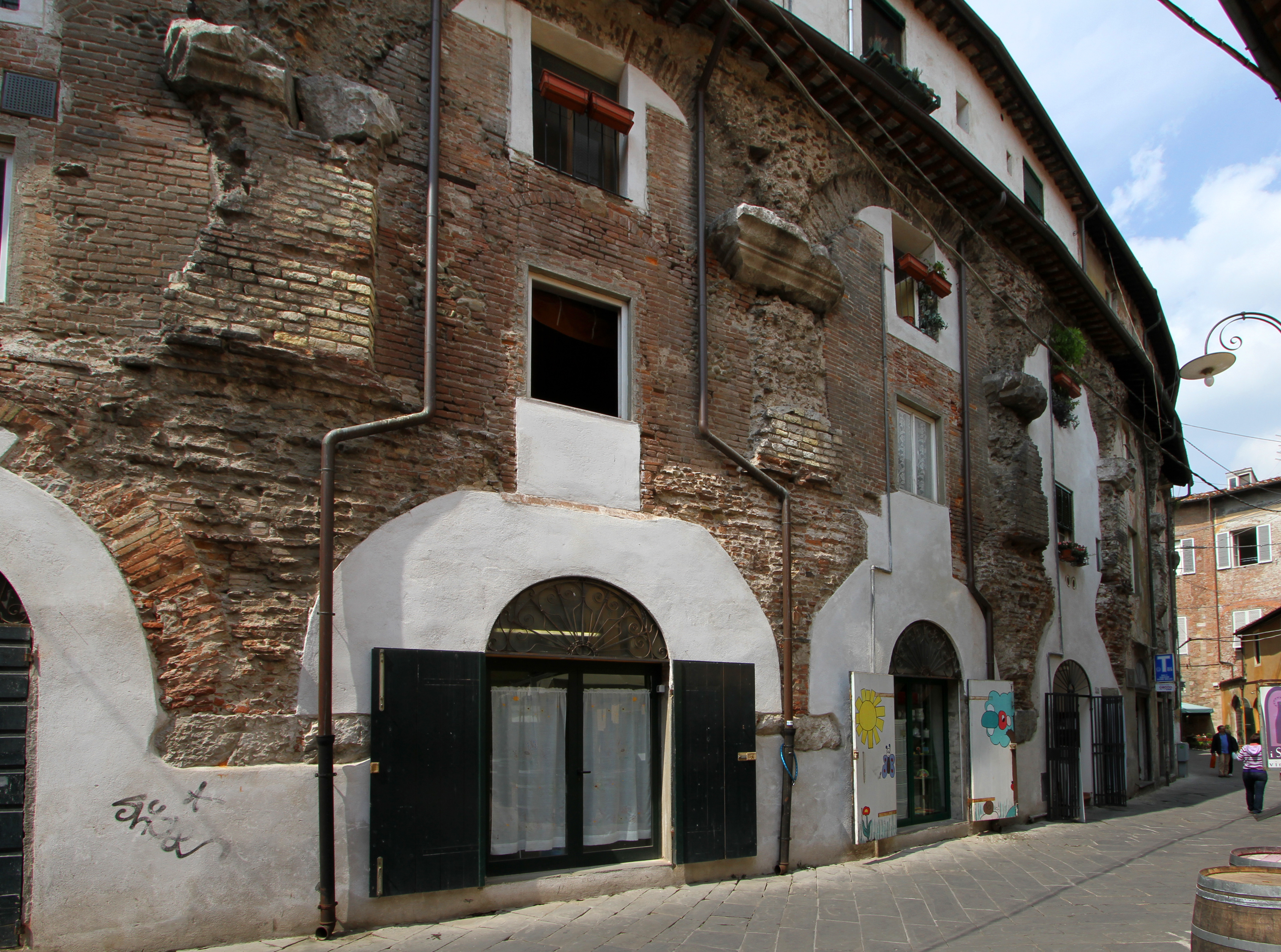
Reste der antiken Doppelbogen-Konstruktion, Via dell’Anfiteatro

Im späten 1. oder frühen 2. Jahrhundert errichteten die Römer ein Amphitheater außerhalb ihrer ummauerten Siedlung Colonia Luca. Die Stadtmauer existierte seit ca. 180 v. Chr., das römische Forum lebt heute noch mit der Piazza San Michele und der nach dem zentralen Platz benannten Kirche San Michele in Foro weiter. Über 55 auf Pfeilern ruhenden Bögen gab es eine weitere Reihe von versetzt dazu angeordneten Bögen. Sie stützten die Cavea, die ihrerseits aus 20 Stufen bestand und etwa 10.000 Zuschauern Platz bot. In diesem eher kleinen Amphitheater wurden Pferderennen und Gladiatorenkämpfe ausgetragen. An den Außenmauern des Platzes ist die Struktur des antiken Bauwerks teilweise noch erkennbar.
Die Stadt Luca war für die Römer von großer strategischer Bedeutung, denn sie diente als Bollwerk gegen die „barbarischen“ Angriffe aus dem Norden. Im 5. Jahrhundert jedoch besetzten die Goten die Stadt, etwas später die Byzantiner. Es folgten die Langobarden und Karolinger – und mit ihnen das Christentum. Alles Römische verfiel und wurde als Steinbruch benutzt. An der Stelle der Arena des Amphitheaters richtete man einen öffentlichen Ort für Zusammenkünfte ein und nannte ihn „Parlascio“ (im Zusammenhang mit dem italienischen Wort „parlare“ für sprechen). Den wertvollen Carrara-Marmor verwendete man für den Bau der Kirchen San Frediano, Sant’Alessandro und Santa Maria Forisportam. In den Ruinen wurde um das Jahr 1000 das Gefängnis „Carceri del Sasso“, dem Namen nach unterirdisch, eingerichtet. Nach dessen Verlegung diente das Bauwerk u. a. als Lagerstätte für Salz und Salpeter – bis um 1800 ein Schlachthof einzog.

### Von der Umgestaltung bis heute

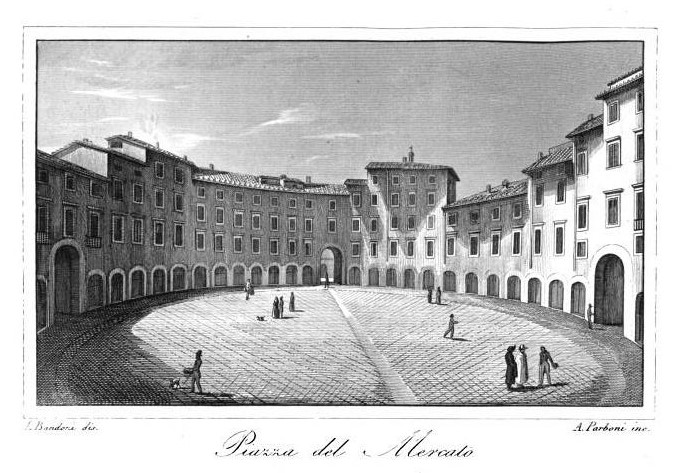
Die Piazza dell'Anfiteatro um 1840

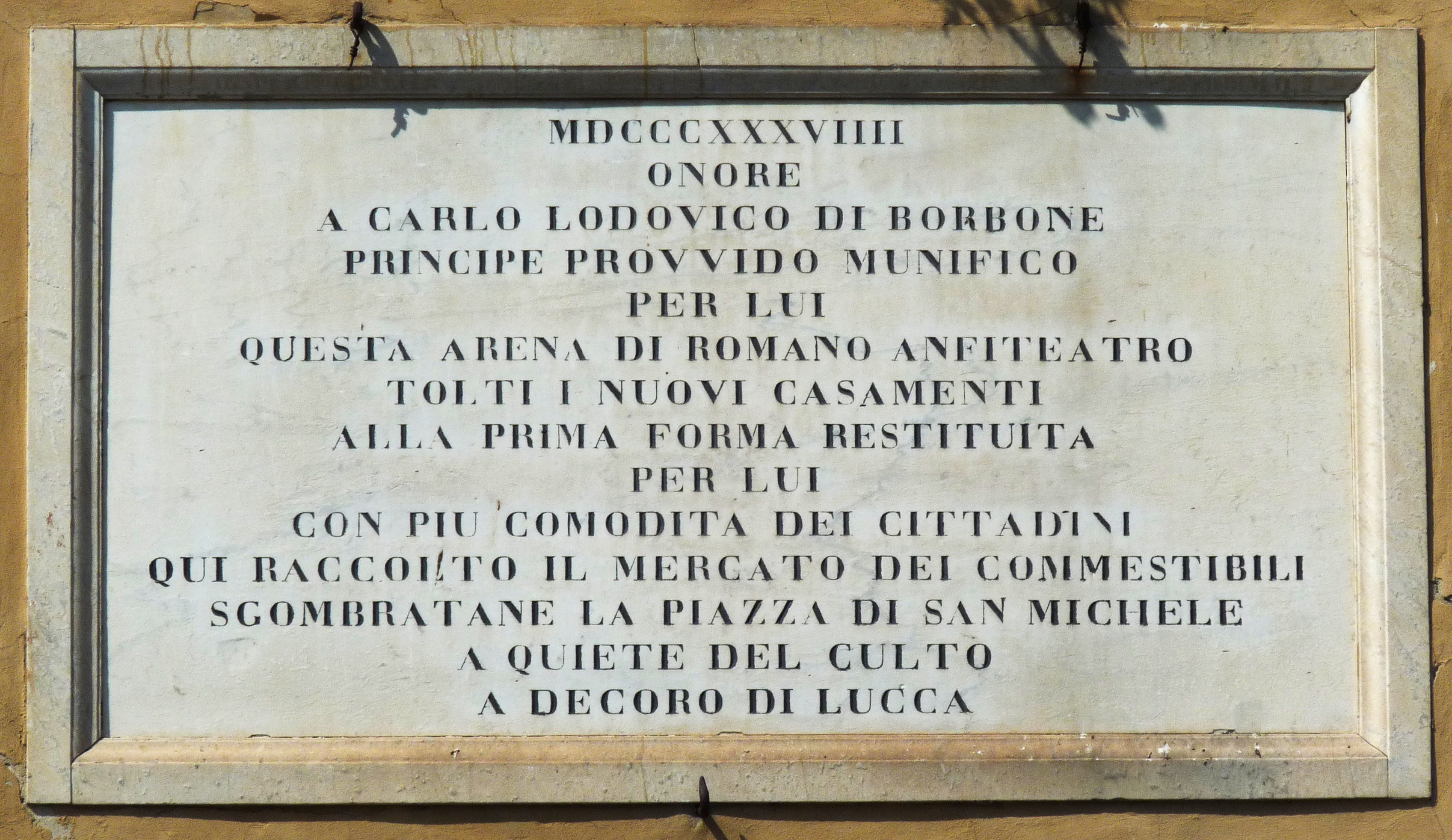
Inschriftentafel anlässlich der Eröffnung des Mercatos i.J. 1839

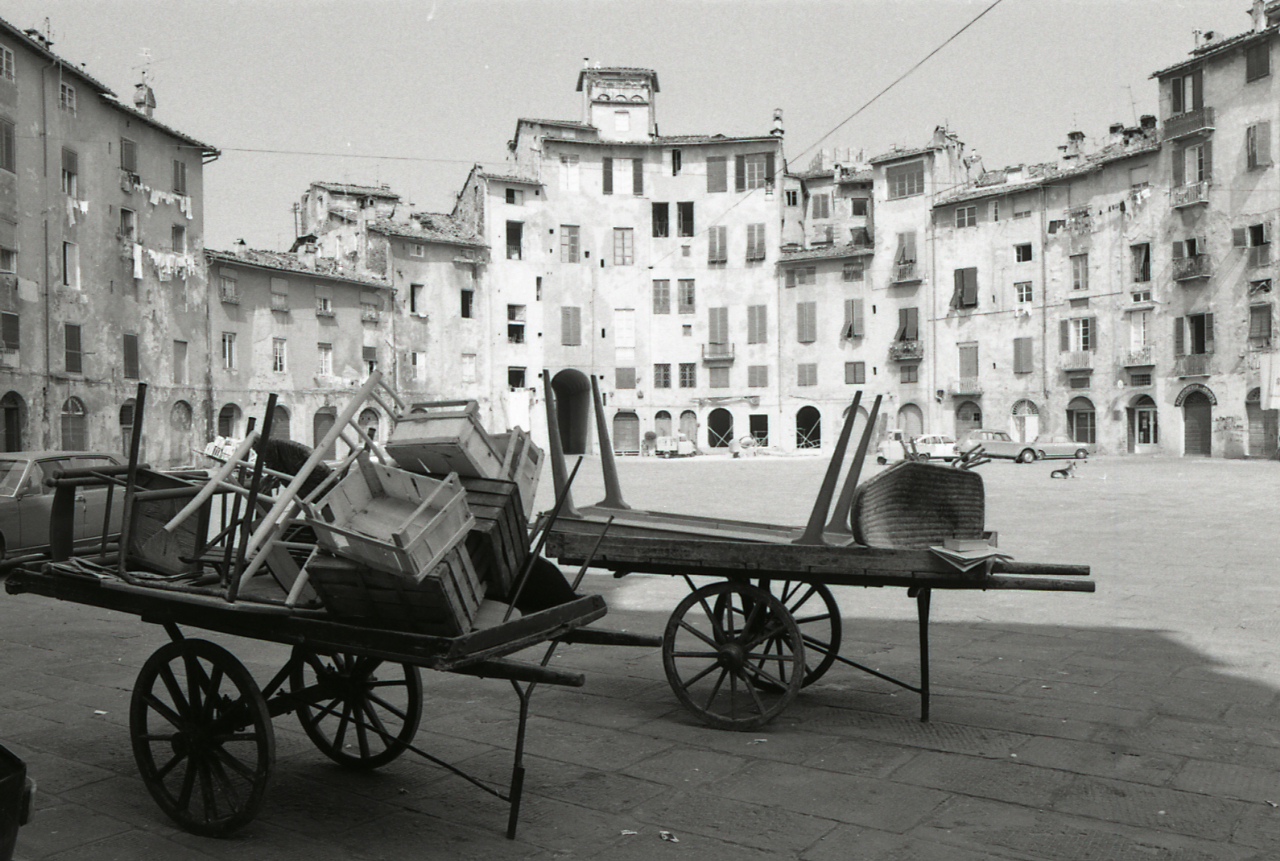
Die Piazza dell’Anfiteatro 1977

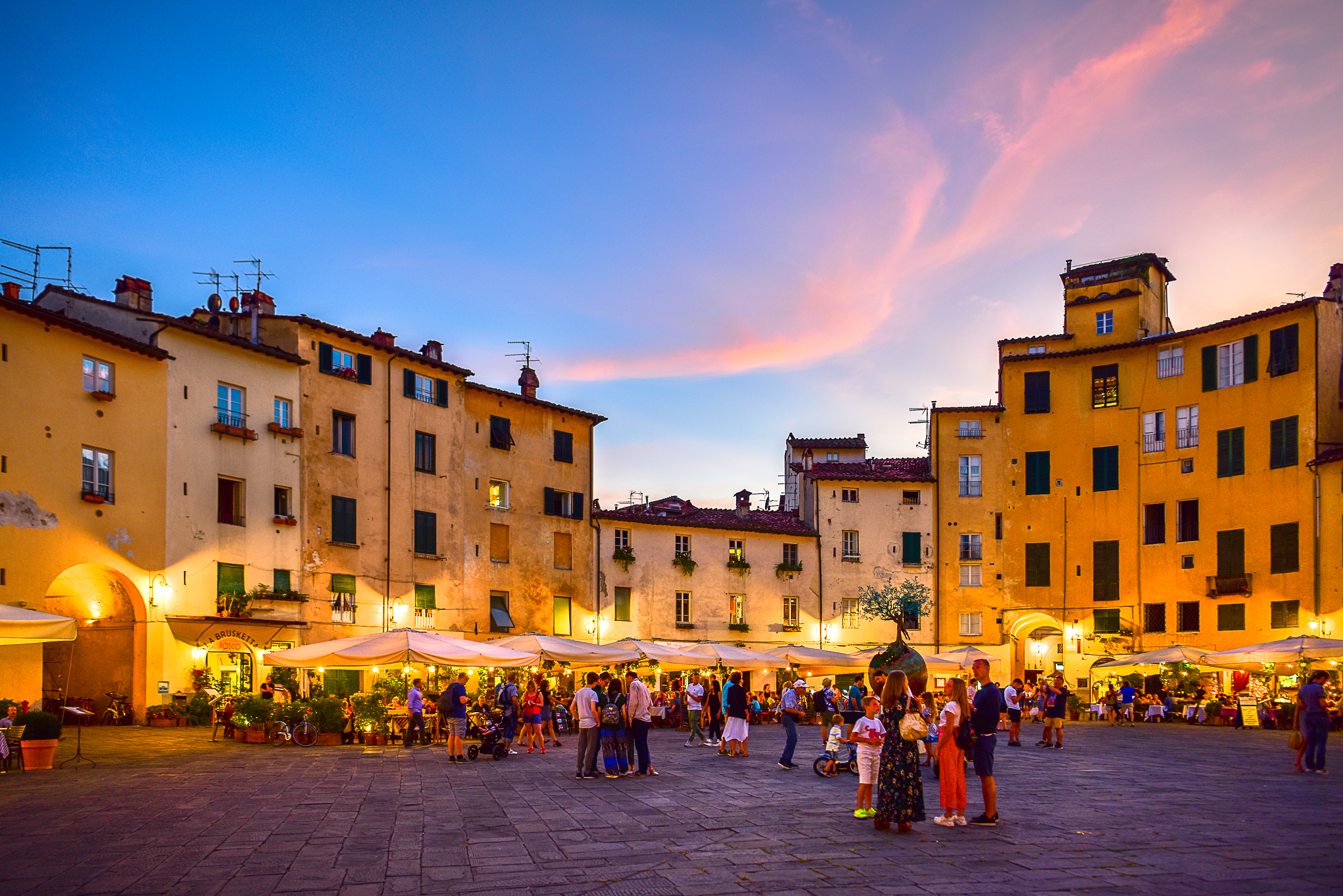
Pulsierendes Leben am Abend

1819 legte der Luccheser Architekt Lorenzo Nottolini seiner Auftraggeberin, der Herzogin Maria Luisa, einen Plan zur Umgestaltung des Areals vor. Auf Anraten des einflussreichen Agronoms Cosimo Ridolfi hatte er darauf das Amphitheater wieder erkennbar gemacht. Für den künftigen Lebensmittelmarkt sollte die zentrale Fläche von Gärten und kleinen Bauten freigeräumt und der bereits etablierte Fleischhandel mit einbezogen werden. Nach der Erteilung des Motu proprio vom 16. August 1830 begannen die Arbeiten; der erste Markt auf der neuen Piazza del Mercato fand am 1. Oktober 1839 statt.
Carlo Lodovico, Sohn und Nachfolger von Maria Luisa, hatte damit den städtischen Markt von der Piazza San Michele hierher verlegt.
Nach dem erneuten Umzug des Marktes etwa ein Jahrhundert später – in die umgebaute Kirche Santa Maria del Carmine am gleichnamigen Platz, als Mercato del Carmine – verfiel der Arenaplatz beinahe. In den 1970er-Jahren wurde er jedoch vollständig saniert und ist heute einer der beliebtesten Plätze für Ausstellungen, Konzerte, Festivals und andere Veranstaltungen. In den Bauten befinden sich Privatwohnungen, Restaurants, Bars und Souvenirläden. Der Platz zählt zu den meistbesuchten Sehenswürdigkeiten von Lucca.